# Gruppo cosmonauti TsKBEM 1
Il Gruppo cosmonauti  TsKBEM 1 è un gruppo di cosmonauti selezionato il 27 maggio 1968 ed è formato da undici ingegneri di TsKBEM (l'attuale RKK Ėnergija). La maggior parte di essi provenivano da altre selezioni e avevano già svolto l'addestramento di base, quindi solo Fartušnyj e Pacaev hanno dovuto seguire l'addestramento tra maggio 1968 e agosto 1969. Makarov era un membro dell'equipaggio della Sojuz 18-1 quando durante il lancio è stato attivato il sistema di fuga d'emergenza per un'anomalia al secondo stadio. Volkov e Pacaev erano due dei tre membri dell'equipaggio della Sojuz 11 morti a causa della depressurizzazione della navicella durante il rientro in atmosfera.
- Vladimir Fartušnyj[1]
- Konstantin Feoktistov[2]

Voschod
- Georgij Grečko[3]

Sojuz 17
Sojuz 26/Sojuz 27
Sojuz T-14/Sojuz T-13
- Valerij Kubasov[4]

Sojuz 6
Sojuz 19
Sojuz 36/Sojuz 35
- Oleg  Makarov[5]

Sojuz 12
Sojuz 18-1
Sojuz 27/Sojuz 26
Sojuz T-3
- Viktor Pacaev[6]

Sojuz 11
- Nikolaj Rukavišnikov[7]

Sojuz 10
Sojuz 16
Sojuz 33
- Vitalij Sevast'janov[8]

Sojuz 9
Sojuz 18
- Vladislav Volkov[9]

Sojuz 7
Sojuz 14
- Valerij Jazdovskij[10]
- Aleksej Eliseev[11]

Sojuz 5/Sojuz 4
Sojuz 8
Sojuz 10